# Весенняя Олимпиада, или Начальник хора
«Весенняя Олимпиада, или Начальник хора» — советская детская киноповесть режиссёров Исаака Магитона и Юрия Чулюкина.

## Сюжет
Школьник Игорь Гусев хотел пойти по стопам своего отца, капитана второго ранга, и стать моряком. Но сам отец считал, что мальчику необходимо развивать свой музыкальный талант. После того как семья переехала на отдалённый северный остров, Игорь пошёл в новую школу. А там все готовятся к весенней школьной Олимпиаде по художественной самодеятельности в Мурманске. Игорю предстоит возглавить школьный хор, блестяще выступить на Олимпиаде и убедиться, что отец был прав.

## В ролях
- Коля Ионов — Игорь Гусев
- Дима Панкратов — Валера Сорокин
- Ира Шигильчева — Люда Лебедева
- Евгения Ханаева — пионервожатая Инесса Аркадьевна
- Сергей Мартьянов — старший лейтенант Горбенко
- Светлана Степанова — мама Игоря
- Александр Голобородько — отец Игоря
- Татьяна Шихова — директор школы
- Александр Леньков — мичман Рыжкин, мурманский дирижёр
- Гурам Лордкипанидзе — мичман Капанидзе
- Яков Беленький — Яков Сергеевич
- Валентин Брылеев — Пётр Иванович, врач
- Николай Румянцев — эпизод

## Съёмочная группа
- Автор сценария: Анатолий Клочков
- Режиссёры: Исаак Магитон, Юрий Чулюкин
- Оператор: Леонид Петров
- Композитор: Евгений Дога
- Художник: Николай Терехов

## Места съёмок
В первых кадрах фильма показан вид на Мурманск и порт в Южном колене Кольского залива.
Посёлок Скальный, куда переехала семья героя в связи со сменой службы отца, и где происходит основное действие фильма, — это посёлок Гранитный — место базирования в то время 55-й Печенгской Краснознамённой ордена Ушакова 1 степени бригады ракетных катеров Северного флота в губе Долгая Западная. Прекрасно показаны сам посёлок, казармы катерников, акватория и причалы губы Лобаниха, губы Ковш, вид на мыс Чёрный со стороны губы Зеленецкой. Очень торжественно показан вход в базу малых ракетных кораблей «Волна», «Заря» и ракетных катеров бригады.
Некоторые сцены второй части фильма (прогулка героев, военно-морской парад) снимались на Балтийском море в Балтийске и его окрестностях (пляж, Северный мол, Калининградский морской канал, площадь Балтийской славы).